# パヴェル・マレシュ
パヴェル・マレシュ（Pavel Mareš、1976年1月18日 - ）は、チェコの元サッカー選手。元チェコ代表。ポジションはディフェンダー。

## 経歴
2002年にチェコ代表デビュー。UEFA EURO 2004、2006 FIFAワールドカップのメンバーにも選出された。チェコ代表として通算10試合に出場した。

## 代表歴

### 出場大会
- チェコ代表
  - 2006 FIFAワールドカップ

### 試合数
- 国際Aマッチ 10試合 0得点（2002年-2006年）[1]

| チェコ代表 | 国際Aマッチ | 国際Aマッチ |
| 年         | 出場        | 得点        |
| ---------- | ----------- | ----------- |
| 2002       | 2           | 0           |
| 2003       | 0           | 0           |
| 2004       | 5           | 0           |
| 2005       | 1           | 0           |
| 2006       | 2           | 0           |
| 通算       | 10          | 0           |